# KFNB IX
| KFNB Serie IX | KFNB Serie IX | KFNB Serie IX | KFNB Serie IX   | KFNB Serie IX                        |
| Übersicht     | Übersicht     | Übersicht     | Übersicht       | Übersicht                            |
| ------------- | ------------- | ------------- | --------------- | ------------------------------------ |
| Nummer        | Bauart        | Baujahr       | kkStB-Reihe     | Anmerkungen (← Herkunft)             |
| 901           | A1 n2t        | 1880          | kkStB 3.002     | Bauart Elbel, ← Kremsierer Eisenbahn |
| 902           | B n2t         | 1880          | kkStB 85.10     | ← Kremsierer Eisenbahn               |
| 903           | B n2t         | 1881          | –               | ← Kremsierer Eisenbahn               |
| 904–906       | C n2t         | 1881–1883     | kkStB 93.11–12" | ← Kremsierer Eisenbahn               |
| 904",920      | C n2t         | 1895          | kkStB 162.41–42 | ← Lokalbahn Stramberg–Wernsdorf      |
| 907–908       | C2 n2t        | 1888          | kkStB 191       | ← Lokalbahn Bielitz–Kalwaria         |
| 909–911       | C n2vt        | 1897          | kkStB 564       | ← Lokalbahn Saitz–Czeicz–Göding      |
| 912–913       | C n2t         | 1900          | kkStB 197       |                                      |
| 914–915       | B n2t         | 1894          | –               | ← Auspitzer Lokalbahn                |
| 916–919       | C n2t         | 1899–1901     | kkStB 197       |                                      |
| 921–957       | C n2t         | 1888–1905     | kkStB 197       |                                      |

Die Serie IX der k.k. priv. Kaiser Ferdinands-Nordbahn (KFNB) bestand aus Tenderlokomotiven unterschiedlicher Bauart.
Eine Übersicht ist der Tabelle zu entnehmen.

## Geschichte
Die Nummer 901 war ein Gepäcktriebwagen Bauart Elbel, wurde von der Lokomotivfabrik Floridsdorf gebaut, hieß ursprünglich „FÜRSTENBERG“ und wurde 1912 ausgeschieden.
Nummer 902 wurde von der Wiener Neustädter Lokomotivfabrik gebaut, war ursprünglich „KROMERIZ“ und wurde erst von der ČSD, zu der er nach 1918 kam, ausgemustert.
Nummer 903 (Lokomotivfabrik Floridsdorf), ursprünglich „FREIBERG“, schied schon 1908 aus dem Bestand.
Die Nummern 904–906 stammen ebenfalls aus Floridsdorf, glichen der Reihe ÖLEG F und hießen ursprünglich ZBOROWITZ, HOLEŠOV und BISTRITZ a. H.
Die 904 wurde 1895 ausgemustert, 905 kam als 300.101 zur ČSD und wurde 1926 ausgeschieden, 906 schließlich kam zur PKP, von der sie vor 1925 ausgemustert wurde.
Die zweitbesetzte Nummer 904" und die 920 baute Krauss in Linz.
Sie hießen ursprünglich „WILHELM“ und „CARL“, kamen zur ČSD, die sie als 313.430–431 einordnete, und wurden erst von der Deutschen Reichsbahn 1939 ausgemustert.
| KFNB IX 903            | KFNB IX 903         |                     |                     |                     |
| kein Bild vorhanden    | kein Bild vorhanden | kein Bild vorhanden | kein Bild vorhanden | kein Bild vorhanden |
| Technische Daten       | Technische Daten    |                     |                     |                     |
| ---------------------- | ------------------- | ------------------- | ------------------- | ------------------- |
| Bauart                 | Bn2t                |                     |                     |                     |
| Zylinder-Ø             | 265 mm              |                     |                     |                     |
| Kolbenhub              | 400 mm              |                     |                     |                     |
| Rad-Ø                  | 798 mm              |                     |                     |                     |
| Radstand               | 1800 mm             |                     |                     |                     |
| Heizfl. d. Rohre       | 32,5 m²             |                     |                     |                     |
| Heizfl. d. Feuerbüchse | 3,5 m²              |                     |                     |                     |
| Rostfl.                | 0,90 m²             |                     |                     |                     |
| Dampfdruck             | 12                  |                     |                     |                     |
| Gewicht (leer)         | 12 t                |                     |                     |                     |
| Gewicht (ausgerüstet)  | 16 t                |                     |                     |                     |
| Länge                  | 6,535 m             |                     |                     |                     |
| Höhe                   | 3,990 m             |                     |                     |                     |
| Wasser                 | 2,4 m³              |                     |                     |                     |
| Kohle                  | 1,0 m³              |                     |                     |                     |
| KFNB IX 914–915        |                     |                     |                     |                     |
| kein Bild vorhanden    |                     |                     |                     |                     |
| Technische Daten       |                     |                     |                     |                     |
| Bauart                 | Bn2t                |                     |                     |                     |
| Zylinder-Ø             | 260 mm              |                     |                     |                     |
| Kolbenhub              | 400 mm              |                     |                     |                     |
| Rad-Ø                  | 800 mm              |                     |                     |                     |
| Radstand               | 1800 mm             |                     |                     |                     |
| Heizfl. d. Rohre       | 32,5 m²             |                     |                     |                     |
| Heizfl. d. Feuerbüchse | 2,5 m²              |                     |                     |                     |
| Rostfl.                | 0,53 m²             |                     |                     |                     |
| Dampfdruck             | 12                  |                     |                     |                     |
| Gewicht (leer)         | 12,5 t              |                     |                     |                     |
| Gewicht (ausgerüstet)  | 16,5 t              |                     |                     |                     |
| Länge                  | 5,947 m             |                     |                     |                     |
| Höhe                   | 3,745 m             |                     |                     |                     |
| Wasser                 | 2,5 m³              |                     |                     |                     |
| Kohle                  | 1,0 m³              |                     |                     |                     |

Die Nummern 907–908 wurden von der Wiener Neustädter Lokomotivfabrik gebaut, hießen ursprünglich „ALEXANDERFELD“ und „ALTSTADT“, kamen als 300.001–002 zur ČSD und wurden 1926 bzw. 1929 ausgeschieden.
Die Nummern 909–911 wurden von Krauss in Linz gebaut, hießen „PAWLOWITZ“, „CZEICZ“ und „MUTENITZ“, kamen als 313.501–503 zur ČSD und worden bis 1936 ausgemustert.
Die Nummern 914 und 915 wurden von Krauss in Linz für die Auspitzer Lokalbahn gebaut und hießen ursprünglich „AUSPITZ“ und „THERESE“.
Da die KFNB dort nur kurz den Betrieb führte, schieden die beiden Maschinen 1909 wieder aus dem Bestand aus.
Die Auspitzer Lokalbahn kaufte auch noch eine dritte Lokomotive („THERESE II“) bei der Lokomotivfabrik Wiener  Neustadt, die der Südbahn-Reihe SB 3a glich.
Die Maschinen kamen nicht zur kkStB, die ex 914 und „THERESE II“ aber zur ČSD, wo sie die Nummern 200.002–003 erhielten.
Erstere kam als Werkslokomotive zur Berndorfer Metallwarenfabrik,
letztere sogar noch als 98 8001 zur DR, von dieser zur BBÖ, im November 1948 wieder zur ČSD, die sie
ausmusterte.
Die Nummern 916–957 wurden von der Wiener Neustädter Lokomotivfabrik gebaut und bildeten das Gros der Serie KFNB IX.
Die ersten Maschinen mit den Nummern 921–937 trugen folgende Namen: „ANDRYCHAU“, „BABITZ“, „BARWALD“, „BATZDORF“, „BIERAU“, „BILAN“, „DOLLOPLASS“, „KURZWALD“, „SPILLERN“, „STAATZ“, „STORNAU“, „STEINABRUNN“, „STETTEN“, „STOCKSTALL“, „STOPFENREITH“, „STREBETITZ“ und „STRIPFING“.
Die meisten Maschinen kamen zur ČSD und wurden dort als 310.1 eingereiht.
Die DR gab den ihr verbleibenden Lokomotiven die Nummer 98 7711–31.
Die letzten Maschinen dieser Reihe wurden 1944 an Böhler-Kapfenberg als Werksloks verkauft.
Genauere Daten über die Lokomotiven, die zur kkStB kamen, finden sich unter den Beschreibungen der entsprechenden kkStB-Reihen.